# إلكسندرا رابابورت
إلكسندرا رابابورت (بالسويدية: Alexandra Rapaport)‏ هي منتجة وممثلة سويدية، ولدت في 26 ديسمبر 1971 في السويد. من الجوائز التي نالتها Kristallen ‏.

## أعمال

### أفلام
- (2012) الصيد[2]

## جوائز
- Kristallen [الإنجليزية]‏

## وصلات خارجية
- إلكسندرا رابابورت على موقع IMDb (الإنجليزية)
- إلكسندرا رابابورت على موقع روتن توميتوز (الإنجليزية)
- إلكسندرا رابابورت على موقع قاعدة بيانات الأفلام العربية
- إلكسندرا رابابورت على موقع ألو سيني (الفرنسية)
- إلكسندرا رابابورت على موقع أول موفي (الإنجليزية)
- إلكسندرا رابابورت على موقع قاعدة بيانات الأفلام السويدية (السويدية)
- إلكسندرا رابابورت على موقع قاعدة بيانات الفيلم (الإنجليزية)
- إلكسندرا رابابورت على موقع كينوبويسك (الروسية)